# Are You There, Chelsea?
Are You There, Chelsea? (englisch für „Bist du da, Chelsea?“)  ist eine US-amerikanische Sitcom, die auf Chelsea Handlers Buch Are You There, Vodka? It's Me, Chelsea von 2008 basiert. In den Vereinigten Staaten war die Serie von Januar bis März 2012 auf NBC zu sehen. Am 11. Mai 2012 wurde die Serie abgesetzt. In Deutschland wurde die Serie im März und April 2013 auf ProSieben gezeigt.

## Handlung
Die Serie handelt von Chelsea Newman, die wegen Trunkenheit am Steuer ins Gefängnis kommt und sich schwört, ihr Leben komplett umzukrempeln. Doch damit hält Chelsea nicht lange durch, stattdessen gerät sie von einem Problem ins andere.

## Hintergrund
Die Serie basiert auf Are You There, Vodka? It's Me, Chelsea, dem autobiografischen Buch Chelsea Handlers von 2008. Unter diesem Titel wurde die Serie auch bestellt, später wurde die Serie in Are You There, Chelsea? umbenannt. International wird die Serie unter dem Namen Chelsea Straight Up vertrieben. Die Autorin des Buches, Chelsea Handler, tritt in der Serie als Sloane Bradley auf.

## Besetzung
| Figur          | Darsteller      | Deutscher Sprecher |
| -------------- | --------------- | ------------------ |
| Chelsea Newman | Laura Prepon    | Sonja Spuhl        |
| Rick Miller    | Jake McDorman   | Dennis Schmidt-Foß |
| Dee Dee        | Lauren Lapkus   | Anita Hopt         |
| Melvin Newman  | Lenny Clarke    | Jürgen Kluckert    |
| Todd           | Mark Povinelli  | Santiago Ziesmer   |
| Olivia         | Ali Wong        | Magdalena Turba    |
| Sloane Bradley | Chelsea Handler | Victoria Sturm     |

## Episodenliste
| Nr. | Deutscher Titel          | Originaltitel                                    | Erstausstrahlung Kanada | Deutschsprachige Erstausstrahlung (D) | Zuschauer (DE) |
| --- | ------------------------ | ------------------------------------------------ | ----------------------- | ------------------------------------- | -------------- |
| 1   | Bist Du da, Wodka?       | Pilot                                            | 11. Jan. 2012           | 19. März 2013                         | 1,64 Mio.      |
| 2   | Sloanes Ex               | Sloane’s Ex                                      | 18. Jan. 2012           | 19. März 2013                         | 1,51 Mio.      |
| 3   | Glaubenssache            | Believe                                          | 25. Jan. 2012           | 26. März 2013                         | 1,04 Mio.      |
| 4   | Streuner                 | Strays                                           | 1. Feb. 2012            | 26. März 2013                         | 0,99 Mio.      |
| 5   | Der Gynäkologe           | The Gynecologist                                 | 8. Feb. 2012            | 2. Apr. 2013                          | 1,30 Mio.      |
| 6   | Schmetterlingsküsse      | How to Succeed in Business Without Really Crying | 15. Feb. 2012           | 2. Apr. 2013                          | 1,04 Mio.      |
| 7   | Dee-Dees Kissen          | Dee Dee’s Pillow                                 | 22. Feb. 2012           | 9. Apr. 2013                          | 1,18 Mio.      |
| 8   | Diese verdammten Yankees | Those Damn Yankees                               | 29. Feb. 2012           | 9. Apr. 2013                          | 0,87 Mio.      |
| 9   | Gefeuert                 | Fired                                            | 7. März 2012            | 16. Apr. 2013                         | 1,13 Mio.      |
| 10  | Die französische Affäre  | The Foodie                                       | 14. März 2012           | 16. Apr. 2013                         | 0,94 Mio.      |
| 11  | Traumhafte Stiefel       | Boots                                            | 21. März 2012           | 23. Apr. 2013                         | 1,13 Mio.      |
| 12  | Überraschung             | Surprise                                         | 28. März 2012           | 23. Apr. 2013                         | 0,96 Mio.      |